# Stolice państw Oceanii
Poniższe tabele przedstawiają stolice państw i terytoriów zależnych z obszaru Australii i Oceanii:
| państwo           | stolica      |
| ----------------- | ------------ |
| Australia         | Canberra     |
| Fidżi             | Suva         |
| Kiribati          | Bairiki      |
| Mikronezja        | Palikir      |
| Nauru             | Yaren¹       |
| Nowa Zelandia     | Wellington   |
| Palau             | Ngerulmud    |
| Papua-Nowa Gwinea | Port Moresby |
| Samoa             | Apia         |
| Tonga             | Nukuʻalofa   |
| Tuvalu            | Vaiaku       |
| Vanuatu           | Port Vila    |
| Wyspy Marshalla   | Majuro       |
| Wyspy Salomona    | Honiara      |

¹ – Nauru oficjalnie nie posiada stolicy, ale w Jaren znajduje się większość budynków rządowych

## Stolice terytoriów zależnych
| terytorium zależne      | stolica          |
| ----------------------- | ---------------- |
| Guam                    | Hagåtña          |
| Mariany Północne        | Capitol Hill     |
| Niue                    | Alofi            |
| Norfolk                 | Kingston         |
| Nowa Kaledonia          | Numea            |
| Pitcairn                | Adamstown        |
| Polinezja Francuska     | Papeete          |
| Samoa Amerykańskie      | Fagatogo         |
| Tokelau                 | Fakaofo          |
| Wallis i Futuna         | Mata-Utu         |
| Wyspa Bożego Narodzenia | Flying Fish Cove |
| Wyspy Cooka             | Avarua           |
| Wyspy Kokosowe          | West Island      |